# Плаховы
Плаховы — дворянский род.
Фамилии Плаховых, Пётр Якимов сын Плахов, в 1680 году владел поместьями. Равным образом и другие многие сего рода Плаховы Российскому Престолу служили в разных чинах и владели деревнями.
Определением Тульского Дворянского Депутатского Собрания род Плаховых внесен в родословную книгу, в 6-ю часть, древнего дворянства.
Так же смотрите род Плаховым из Киева.  Они внесены в официальную книгу дворян Киева. Владели землями в Киевской русси и Таврии. 
Ссылка на книгу Дворян Киева. 
http://www.raruss.ru/high-bookbinding/2507-kiev-rodoslovnaya.html

## Описание герба
Щит разделен на четыре части, из коих в первой в голубом поле видна выходящая с правой стороны из облака рука в золотых латах с мечом. Во второй в серебряном поле красное сердце с пламенем. В третьей в серебряном же поле стоящий на задних лапах черный медведь. В четвертой части в красном поле золотой лев.
Щит увенчан дворянским шлемом и короной. Намет на щите в правой стороны голубой, подложенный золотом, в с левой стороны золотой, подложенный голубым. Герб внесен в Общий гербовник дворянских родов Российской империи, часть 7, 1-е отд., стр. 134.